# Río Marapa
El río Marapa es una corriente de agua ubicada en la provincia de Tucumán, en la República Argentina. Se forma por el aporte de varios ríos menores que drenan porciones de la selva tucumana y otros que provienen de las alturas de la sierra del Aconquija, parcialmente en la vecina provincia de Catamarca.
Su recorrido confluía antiguamente con el río Gastona en un corto cauce llamado "río Hondo", que a su vez se unía con el río Salí para formar el río Dulce. En la actualidad, todo el río Hondo ha desaparecido bajo las aguas del embalse de Río Hondo, en el que desaguan no menos de cinco ríos; el río Dulce se forma al pie de la presa de Río Hondo.

## Descripción
Nace en la provincia de Catamarca, en un valle paralelo a la sierra de Narváez, que marca el límite con la provincia de Tucumán, donde se llama río Singuil. Tras recorrer unos 10 km en dirección sur, abruptamente gira hacia el este, ingresa por una garganta a la provincia de Tucumán, y corre por un valle paralelo, esta vez en dirección al norte. A corta distancia, tras haber bajado por una estrecha quebrada unos 400 m, desemboca en el embalse formado por el dique Escaba construido en 1947 para aprovechamiento hidroeléctrico. Su importante potencial turístico está poco aprovechado aún. Además del río Singuil, este recibe por el norte el aporte del pequeño río Chavarría. A partir del embalse ya se llama río Marapa. A lo largo de todo su recorrido por la pendiente selvática no existen localidades en las cercanías del río, que corre rodeado de ambientes selváticos.
Su caudal promedio anual, medido al pie del dique Escaba, es de 5,86 m³/s, con un máximo absoluto de 46 m³/s y un mínimo absoluto de 0,5 m³/s; anualmente derrama 185 hm³. Su cuenca hidrográfica es de aproximadamente 900 km².
En su tramo final, el angosto y turbulento río se convierte en un ancho y lento río de llanura, ya que recorre una llanura con colinas, densamente habitada y con extensos cultivos, especialmente de caña de azúcar; cercanas al río se encuentran las localidades de Juan Bautista Alberdi y Graneros. Aguas abajo de esta localidad recibe su principal afluente, el río Huacra o San Francisco, fuente importante de inundaciones; y finalmente —en una zona de llanuras deprimidas en que predomina la ganadería vacuna— se encuentra la localidad de Lamadrid. Las posibilidades de riego de esta localidad dependen del río Marapa, pero este es también causa de inundaciones. Este nace en otro valle paralelo a la sierra de Narváez, fluyendo hacia el sudeste con el nombre de río Huacra, y luego gira hacia el noreste, tomando el nombre de río San Francisco. Durante gran parte de su recorrido, el río marca el límite entre las provincias de Catamarca y Tucumán, para después internarse en esta última. La mayor parte de su caudal es aprovechada para riego, por lo que en años normales se pierde en lagunas del extremo sur de la provincia de Tucumán. No obstante, en veranos muy lluviosos ocasionamente aporta algún caudal al río Marapa.
En este tramo de llanura, el río permite la pesca deportiva, incluyendo grandes piezas de dorados; una importante limitación es el régimen anual del río, que —en años de sequía— suele contener insuficiente oxígeno para soportar la vida de peces, causando grandes mortandades de los mismos.